# 津山東町 (岡山県東南条郡)
津山東町（つやまひがしちょう）は、岡山県東南条郡にあった町。
現在の津山市上之町、勝間田町、中之町、西新町、林田町、橋本町、東新町に当たる。
ここでは現在の城東地区についても扱う。

## 沿革
- 1889年6月1日 - 町村制施行に伴い、津山城下町の内、宮川以東の上之町、勝間田町、中之町、西新町、林田町、橋本町、東新町が合併し、東南条郡津山東町となる。上之町に役場を置く。
- 1900年4月1日 - 西北条郡津山町に編入されると同時に、東南条郡、東北条郡、西西条郡、西北条郡の合併に伴い、苫田郡津山町となる。

## 城東地区
津山東町の範囲を以って城東地区と呼んでいる。小学区は東西で東小学区（西部）と林田小学区（東部）に分かれ、中学校は中道中学区である。

### 隣接自治体・地区
- 津山市城北地区 → 津山町
- 津山市城南地区 → 津山町
- 津山市西苫田地区
- 津山市東津山地区
- 津山市福岡地区

### 地区の地名
- 上之町
- 勝間田町
- 中之町
- 西新町
- 林田町
- 橋本町
- 東新町

### 人口
1253人（2019年1月1日現在。住民基本台帳による。津山市調べ）。地名ごとの人口は各地名記事参照。

## 交通
地区内を走る鉄道はなし。

### 道路
廃止当時は未完成。地区内を走る高速道路なし。

#### 国道
- 国道53号

## 河川・山岳

### 河川
- 吉井川
- 宮川

## 名所・旧跡・観光スポット・祭事・催事

### 名所
- 箕作阮甫旧宅
- 作州城東屋敷

### 祭事
- 津山まつり

## 寺院・神社

### 寺院
- 浄圓寺（上之町）

### 神社
- 大隅神社（上之町）